# Casa de les Monges (Seva)
La Casa de les Monges és una escola de Seva (Osona) inclosa a l'Inventari del Patrimoni Arquitectònic de Catalunya.

## Descripció
Edifici civil cobert amb teulada a dues vessants i desaigua a la façana principal. Està orientat a migdia.
Predomina l'altura (3 pisos) respecte a l'amplada i els elements emprats en la seva construcció són simples i pobres (cantoneres d'imitació).
La façana està arrebossada amb un color vermellós; encerclant la casa podem observar un jardí i unes tanques.

## Història
Si bé actualment dit edifici compleix funcions d'escola, no sembla que ho fos originàriament, ja que té característiques pròpies d'haver estat una casa residencial.